# Osiedle Nr 33

Podział dawnej dzielnicy Widzew na osiedla administracyjne – wyszczególnione Osiedle nr 33

Osiedle nr 33 – osiedle administracyjne (jednostka pomocnicza gminy) w południowo-wschodniej Łodzi, na obszarze dawnej dzielnicy Widzew. Jest najmniej zaludnionym osiedlem w mieście, zamieszkiwanym przez zaledwie 779 osób.
W obszarze administracyjnym osiedla znajduje się fabryka Della oraz stacja towarowa Łódź Olechów.